# Badin (Pakistan)
Badin (Sindhi بدين, Urdu بدین) ist die Hauptstadt des Distrikts Badin in der Provinz Sindh in Pakistan.

## Klima
Badin hat ein heißes Wüstenklima (Köppen-Klimaklassifikation BWh). Das Klima wird durch die Meeresbrise gemildert, die von März bis Oktober acht Monate im Jahr weht, was das heiße Wetter etwas kühler macht als in anderen Teilen Pakistans.

## Bevölkerungsentwicklung
| Zensusjahr | Einwohnerzahl |
| ---------- | ------------- |
| 1972       | 21.939        |
| 1981       | 23.657        |
| 1998       | 62.843        |
| 2017       | 112.420       |

## Wirtschaft
Die Region ist sumpfig, fruchtbar und für den Reisanbau geeignet. Einige Erdölfelder befinden sich in der Nähe der Stadt.